# Lioptilodes rionegroicus
Lioptilodes rionegroicus là một loài bướm đêm thuộc chi Lioptilodes, có ở Argentina, Chile, và Peru. Loài bướm này bay vào tháng 8 và tháng 10-tháng 1, và có sải cánh khoảng 18-20 milimét.